# Kecsetkisfalud
Kecsetkisfalud (románul Satu Mic) falu Romániában Hargita megyében.
Közigazgatásilag Farkaslakához tartozik.

## Fekvése
Székelyudvarhelytől 14 km-re északnyugatra, Kecsettől délre 1 km-re a Gada-patak alsó folyása mellett fekszik.

## Története
1567-ben már Kisfalud néven szerepel. Korábbi temploma a hagyomány szerint a régi temető Kápolna nevű helyén állt. Az 1870-es évektől Kecsettel egy igazgatási egységet alkotott. Református temploma 1697 körül, más vélemény szerint 1620-ban épült, 1815-ben javították. Kazettás mennyezete nagyrészt eredeti. Fa haranglába 1827-ben épült. A trianoni békeszerződésig Udvarhely vármegye Udvarhelyi járásához tartozott. 1992-ben 92 magyar lakosa volt.
1934–1936 közt ének- és táncegyüttese volt Kecseti Kaláka néven.